# Saarbrücken
Saarbrücken er hovedby i den tyske delstat Saarland og ligger tæt på Frankrig.
- Wikimedia Commons har flere filer relateret til Saarbrücken